# Nowy Bytom

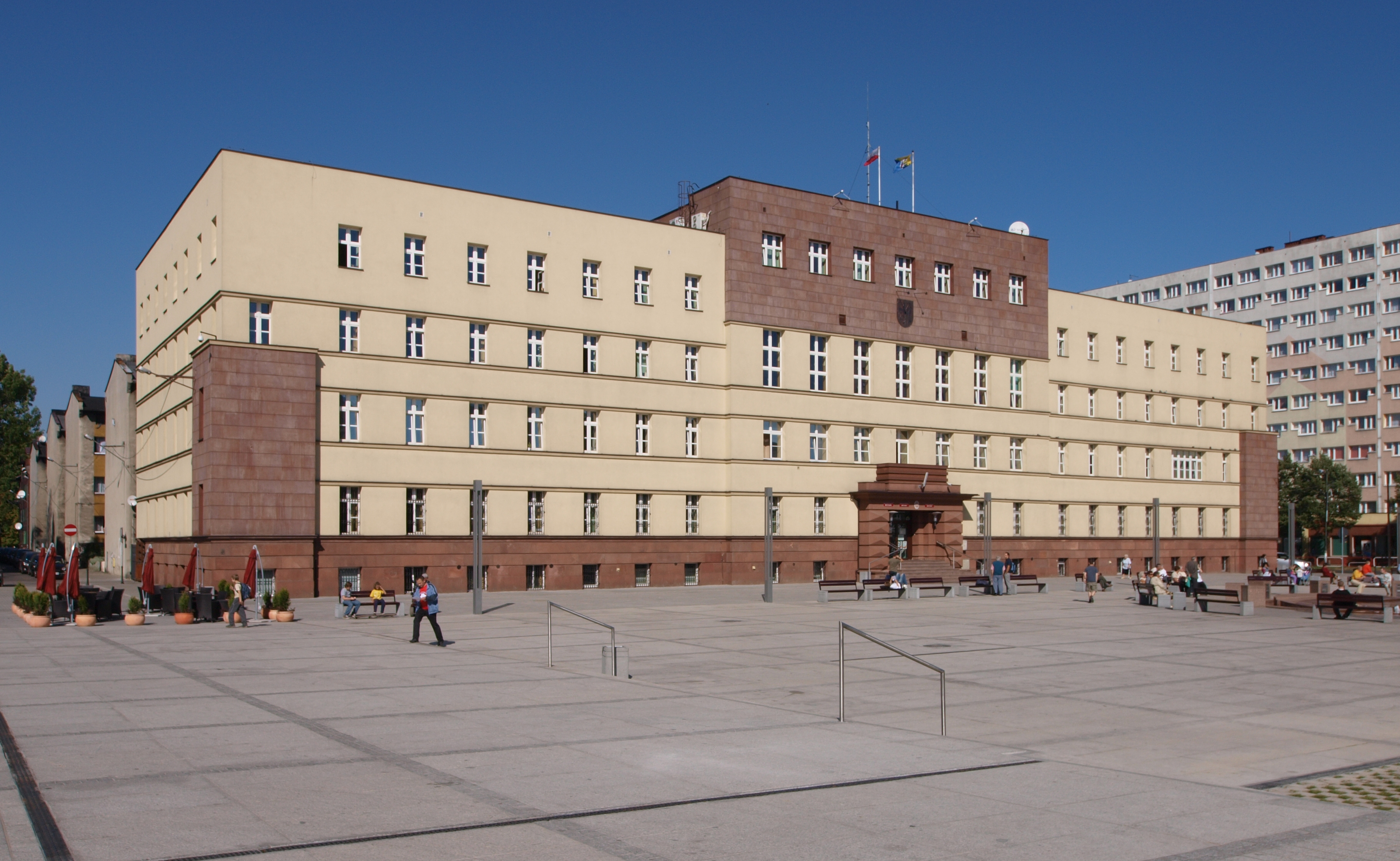
Stadtverwaltung

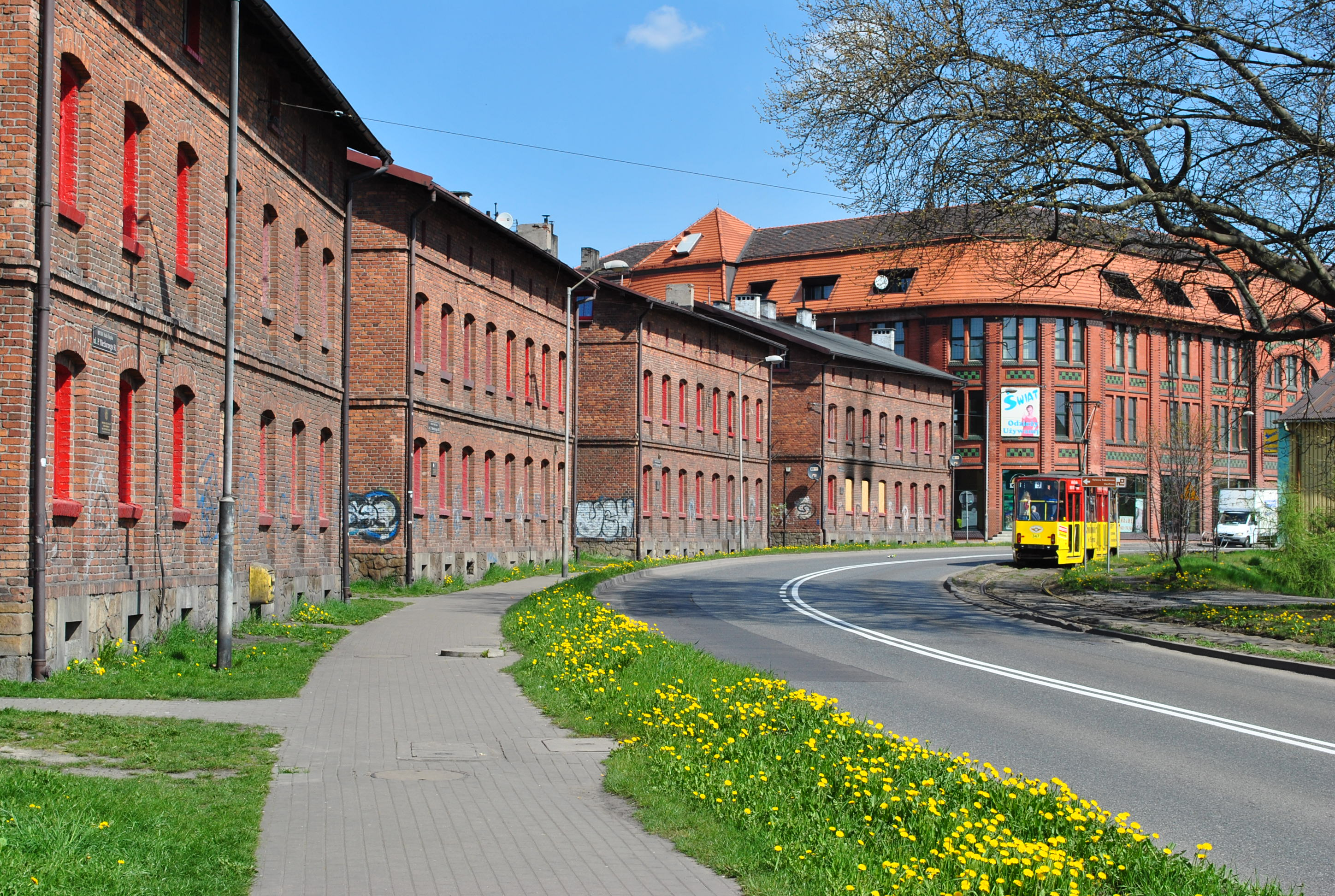
Kaufhaussiedlung

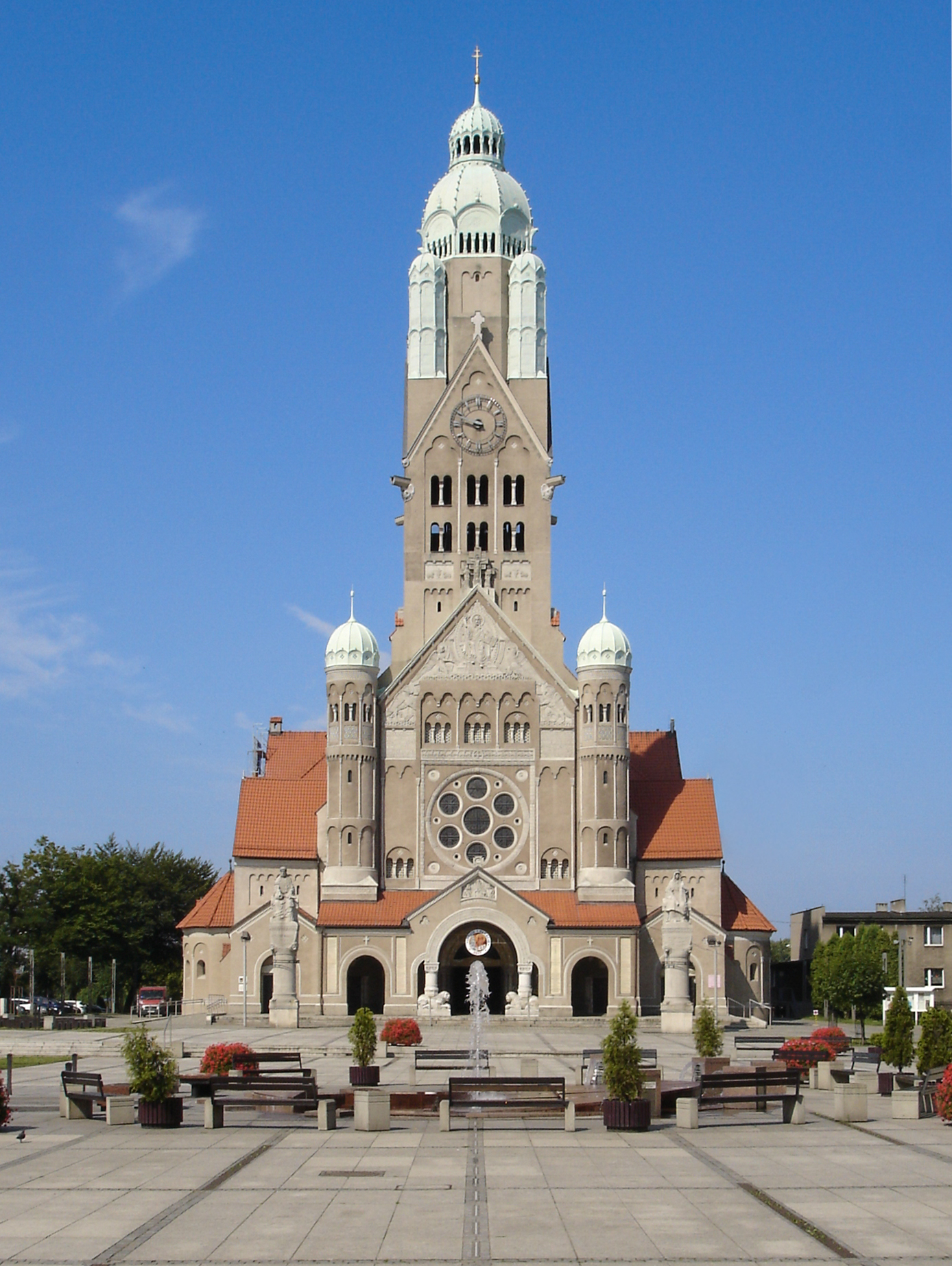
St. Paulus

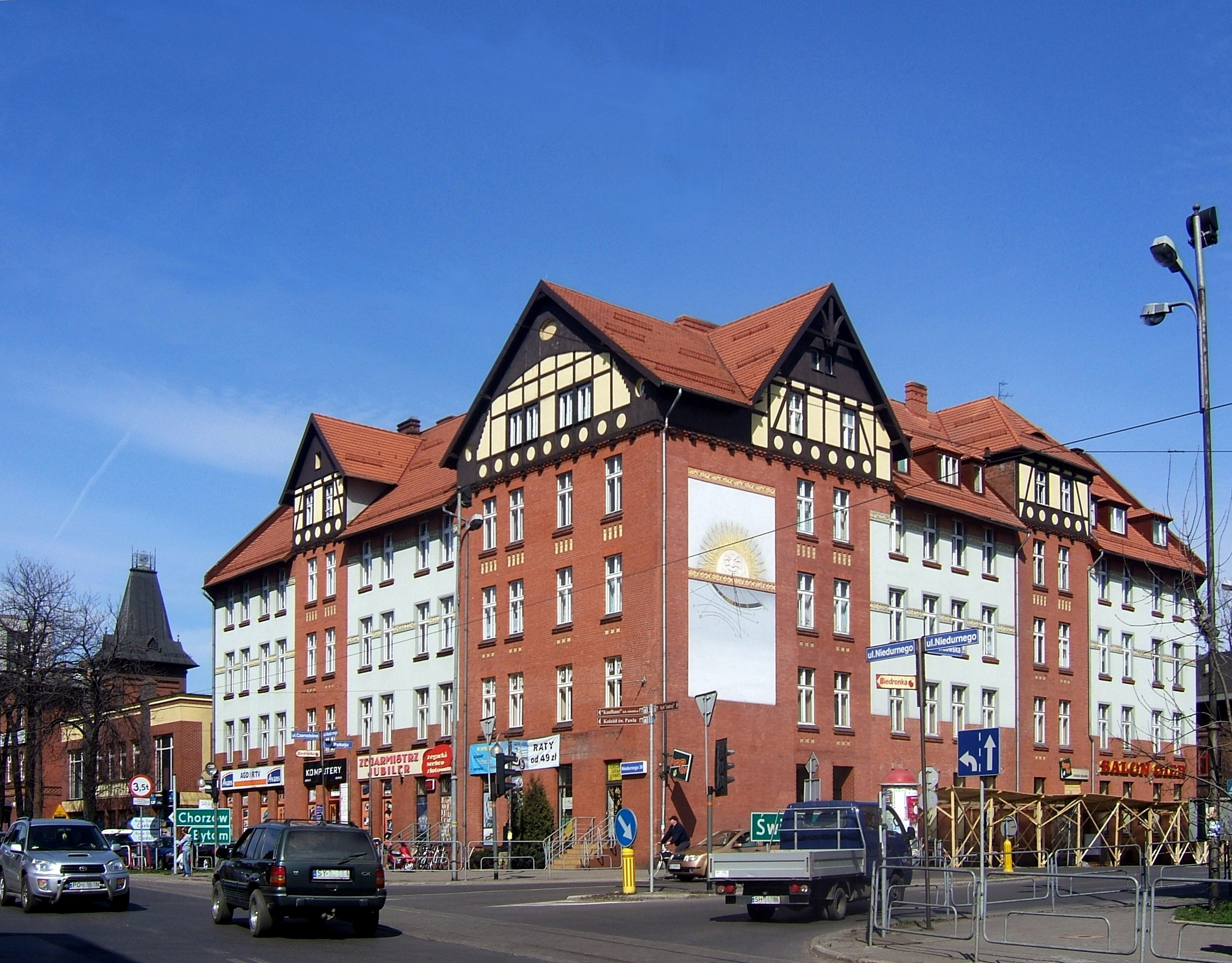
Mehrfamilienhaus

Nowy Bytom (1922 von Beuthen abgetrennt, 1939–1945 Friedenshütte) ist ein Stadtteil von Ruda Śląska (Ruda O.S.) in Oberschlesien. 1922 bis 1958 war er eine eigenständige Stadt, 1958 erfolgte der Zusammenschluss zur Stadt Ruda Śląska. Nowy Bytom bildet heute das Geschäfts- und Verwaltungszentrum der Stadt.

## Geschichte
Seit dem Mittelalter war dieses größtenteils bewaldete Gebiet als Schwarzwald (auch Beuthener Schwarzwald) bekannt. Während der Zeit der Industrialisierung entstanden hier im 19. Jahrhundert mehrere Industriebetriebe und dazugehörige Wohnsiedlungen, darunter Friedenshütte, Kolonie Schwarzwald, Eintrachthütte und Rosamundehütte. Dieses Gebiet gehörte zur Stadt Beuthen und war eine Exklave der Stadt innerhalb des Landkreises Beuthen. Von 1820 bis 1821 wurde durch die Kaufleute Heymann, Loewy, Rechnitz, Sohrauer, Friedländer und Mannheimer die Zinkhütte Clarahütte erbaut. 1838 wurde die Eintrachthütte durch Eggels und Graf Einsiedel errichtet. Ebenfalls 1838 wurde die Rosamundehütte durch den Kaufmann Kopisch erbaut. Das Eisenhüttenwerk Friedenshütte wurde 1840 durch Moritz Friedländer, Simon Loewy und David Loewenfeld erbaut. 1851 kaufte Graf Renard das Werk. 1845 wurde die Zinkhütte Beuthenerhütte durch Moritz Friedländer und Simon Loewy errichtet. Die im Schwarzwald ansässigen Bergwerke waren die Georginengrube (1826), die Sonnenblumegrube (1828), die Faustagrube (1829), die Lythandragrube (1830), die Belowsegengrube (1805), die Eintrachtgrube (1830), die Friedrich-Wilhelm-Grube (1841), die Vorsichtgrube (1841), die Louisengrube (1824), die Saaragrube (1837) und die Ottiliengrube. Von 1884 bis 1885 wurde die Josefskirche nach den Plänen von Paul Jackisch erbaut.
1865 bestand der Schwarzwald größtenteils aus Nadelholz wie Fichten und Edeltannen. Durch die Beeinträchtigungen durch die vielen Hütten und Kohlegruben wurden Kiefern nachgepflanzt, die widerstandsfähiger sind. Auf 500 Morgen befanden sich fünf Hüttenwerke und elf Gruben. Zu den Bodenschätzen im Schwarzwald zählten Steinkohle, Eisensteine und Ton. Die Bewohner waren größtenteils Beamte, Grubenarbeiter und Hüttenarbeiter. Zudem gab es drei Gast- und Schankwirtschaften. Im Wald befand sich das städtische Forstamt Schwarzwald. 1904 wurde das Kaufhaus erbaut, nach dem die umliegende Siedlung benannt wurde.
Bei der Volksabstimmung in Oberschlesien am 20. März 1921 stimmten in der Stadt Beuthen 29.890 Wahlberechtigte für einen Verbleib bei Deutschland und 10.101 für eine Zugehörigkeit zu Polen. Dementsprechend verblieb bei der Teilung Oberschlesiens 1922 der größte Teil Beuthens bei Deutschland, nur die Exklave Schwarzwald kam an Polen und wurde Teil der Woiwodschaft Schlesien. Daraus wurde die neue eigenständige Gemeinde Nowy Bytom gebildet, welche für kurze Zeit in Polski Bytom umbenannt wurde. 1929 wurde Zgoda (Eintrachthütte) abgetrennt und nach Świętochłowice (Schwientochlowitz) eingemeindet. Während der deutschen Besetzung von 1939 bis 1945 befand sich die Gemeinde als Friedenshütte (nach dem bis 1922 geltenden Namen des dortigen Postamtes) im Landkreis Kattowitz (Regierungsbezirk Kattowitz).
1945 kam der Ort wieder an Polen und zur Woiwodschaft Schlesien und wurde ins polnische Nowy Bytom umbenannt. 1947 erhielt die Gemeinde die Stadtrechte. 1950 kam der Ort zur Woiwodschaft Kattowitz. 1951 wurde Wirek eingemeindet. Am 31. Dezember 1958 wurde die Stadt mit weiteren Orten zur Stadt Ruda Śląska zusammengeschlossen. 1999 kam der Ort zur neuen Woiwodschaft Schlesien. Am 12. Januar 2006 wurde aus einem Teil von Nowy Bytom der Stadtteil Czarny Las (Kolonie Schwarzwald).

## Sehenswürdigkeiten und Bauwerke
- Die römisch-katholische Pauluskirche am Plac Jana Pawła II, erbaut in den Jahren 1911 bis 1912 im neoromanischen Stil. Entworfen durch den Architekten Johannes Franziskus Klomp.
- Das 1929 erbaute Rathaus am Plac Jana Pawła II.
- Das Kaufhaus mit der Kaufhaussiedlung.
- Arbeitersiedlungen mit den typischen oberschlesischen Bergarbeiterhäusern.
- Steinkohlebergwerk Pokój

## Wappen
Das gegöpelte Wappen von Nowy Bytom zeigt neben dem Bildnis der Heiligen Barbara und dem oberschlesischen Adler im unteren Drittel ein Zahnrad. Oben ist eine gezinnte Mauerkrone mit drei Türmen, jeder hat mittig eine Schlüsselscharte.

## Söhne und Töchter des Ortes
- Lucjan Brychczy (1934–2024), polnischer Fußballspieler und Fußballtrainer
- Klaus Elsner (1928–2012), deutscher Berufspädagoge und Funktionär der DDR-Blockpartei DBD und Abgeordneter der Volkskammer der DDR
- Bruno Glatschke (1869–1944), deutscher Mediziner
- Elisabeth Lucker (1914–2008), deutsche Psychologin und Hochschullehrerin mit dem Schwerpunkt Schul- und Konfliktpsychologie
- Karl Tschierschky (1906–1974), deutscher SS-Führer